# خالد بن سليمان
خالد بن سليمان، ولد عام 1951، فنان تشكيلي تونسي يمارس فني قوي.

## تكوينه
تلقّى خالد بن سليمان تكوينه بمدينة برشلونة حيث درس بمدرسة ماسانا (Massana). وفي عام 1982، أقام معرضا شخصيا "برواق التصوير"، أظهر فيه عمله الفنّي في فني الخزف والرسم. وفي نفس تلك الفترة أقام باليابان وتحديدا بطوكيو حيث تعرف على التقاليد اليابانية. وقد شكل ذلك منعطفا في مسيرته الفنية. 

## أعماله
تعرض أعمال خالد بن سليمان بعدد من أكبر المتاحف كالمتحف البريطاني ومتحف الخزف ببرشلونة والمتحف الدولي للخزف بجنيف. 

## اعترافات
انتخب خالد بن سليمان عام 1990 عضوا بالأكاديمية الدولية للخزف. وفي عام 2002 وقع تكريمه كأحسن خزّاف في العالم. وحصل عام 2004 على جائزة الفنون التشكيلية للبلاد التونسية .